# Wedderburnova věta
Wedderburnova věta je matematická věta z oboru algebry, která říká, že neexistuje žádné těleso, které je konečné a nekomutativní, jinými slovy každé konečné těleso je komutativní a naopak, je-li nějaké těleso nekomutativní, nemůže být konečné.
Věta je pojmenována podle britského matematika Josepha Wedderburna, který ji poprvé publikoval v roce 1905.